# Station Wyszków
Station Wyszków is een spoorwegstation in de Poolse plaats Wyszków.